# Unaspis aesculi
Unaspis aesculi är en insektsart som beskrevs av Takahashi 1957. Unaspis aesculi ingår i släktet Unaspis och familjen pansarsköldlöss. Inga underarter finns listade i Catalogue of Life.